# Umbellozetes parvus
Umbellozetes parvus är en kvalsterart som beskrevs av K. Fujikawa 2003. Umbellozetes parvus ingår i släktet Umbellozetes och familjen Tegoribatidae. Inga underarter finns listade i Catalogue of Life.